# La Vilella Baixa
La Vilella Baixa è un comune spagnolo di 177 abitanti situato nella comunità autonoma della Catalogna.